# École Freinet
Cet article concerne l'école située dans les Alpes Maritimes. Pour la méthode pédagogique, voir Pédagogie Freinet.
L'École Freinet est une école publique située au 1133 chemin Célestin-Freinet, à Vence, dans le département français des Alpes-Maritimes.

## Historique
L'École Freinet au quartier du Pioulier à Vence a été fondée par Célestin Freinet en 1934-1935. Il avait dû quitter Saint-Paul-de-Vence après un conflit avec l'extrême-droite locale, déboires qui ont mis fin à sa carrière d'instituteur de l'école publique. Il a pu y pratiquer, jusqu'à sa mort, avec son épouse Élise, une pédagogie qui a été préservée jusqu'à ce jour.
L'école a été rachetée par l'État français en 1991.
L'École Freinet de Vence a reçu le label « Patrimoine du XXe siècle » le 28 novembre 2000, avant d'être inscrite aux monuments historiques le 6 novembre 2001.

## Présentation
L'école domine la Cagne. Elle est composée de onze bâtiments blancs et bleus. L'architecture est pauvre. Elle est ornée des réalisations des jeunes élèves. Élise et Célestin Freinet y ont expérimenté, entre 1934 et 1940, un enseignement individualisé et des pratiques de santé naturiste. L'École Freinet fut fermée pendant la Seconde Guerre mondiale, mais elle ouvrit à nouveau en 1945. Après la disparition de Freinet en 1966, Élise Freinet s'occupa seule de cette école jusqu'en 1983, puis elle fut sous la responsabilité de leur fille Madeleine Freinet (et de son mari Jacques Bens) jusqu'au rachat par l'État en 1991. De 1980 à 2009, Carmen Montès (nommée par Élise Freinet en 1975) fut la directrice de l'École Freinet. Elle se trouve dans un domaine vaste de plus d’un hectare permettant l'épanouissement corporel des enfants.